# نظرية تراكم الطفرات

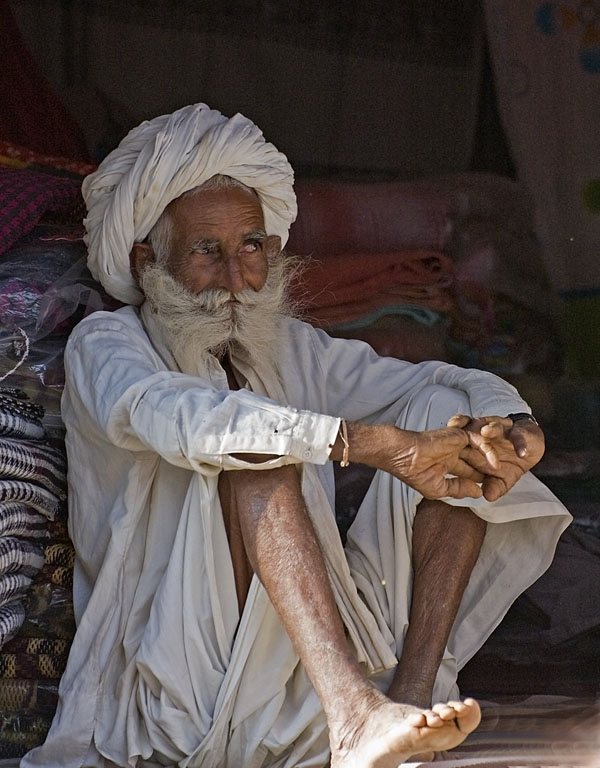
رجل كبير في السن من فريداباد ، هاريانا ، الهند

تم اقتراح نظرية الطفرات المتراكمة للشيخوخة لأول مرة من قبل بيتر مدور في عام 1952 كتفسير تطوري للشيخوخة البيولوجية وما يرتبط بها من تدهور في اللياقة المصاحبة لها. واستخدم مدور مصطلح هرم (فيزيولوجيا) للإشارة إلى هذه العملية. توضح النظرية أنه في الحالة التي يتم فيها التعبير عن الطفرات الضارة في وقت لاحق فقط من الحياة، عندما يتوقف التكاثر ويصبح من غير المحتمل بشكل متزايد البقاء في المستقبل، فمن المحتمل أن تنتقل هذه الطفرات عن غير قصد إلى الأجيال القادمة. في هذه الحالة ستكون قوة الاصطفاء الطبيعي ضعيفة وغير كافية للقضاء على هذه الطفرات باستمرار.افترض مدور أنه بمرور الوقت سوف تتراكم هذه الطفرات بسبب الانحراف الوراثي وتؤدي إلى تطور ما يشار إليه الآن بالشيخوخة.

## الخلفية والتاريخ
على الرغم من إكمال تشارلز داروين لنظريته عن التطور البيولوجي في القرن التاسع عشر ، فإن الإطار المنطقي الحديث للشيخوخة لن يظهر إلا بعد قرن تقريبًا. على الرغم من أن أوغست وايزمان قد اقترح نظريته عن الموت المبرمج ، إلا أنها قوبلت بالنقد ولم تحظ باهتمام التيار الرئيسي. لم يلاحظ رونالد فيشر حتى عام 1930 البصيرة المفاهيمية التي دفعت إلى تطوير نظريات الشيخوخة الحديثة. هذا المفهوم ، أي أن قوة الاصطفاء الطبيعي على الفرد تتناقص مع تقدم العمر ، تم تحليلها بشكل أكبر من قبل جون هولدين، الذي اقترحه كتفسير للانتشار المرتفع لداء هنتنغتون على الرغم من الوراثة الجسمية السائدة للطفرة. على وجه التحديد، كما يظهر هنتنغتون فقط بعد سن الثلاثين، فإن قوة الاصطفاء الطبيعي ضده كانت منخفضة نسبيًا في مجتمعات ما قبل الحداثة. بناءً على أفكار فيشر وهولدين ، تمكن بيتر مدور من وضع أول نموذج كامل يشرح سبب حدوث الشيخوخة، والذي قدمه في محاضرة في عام 1951 ثم نشرها في عام 1952.

## آلية العمل

(أ) يتناقص معدل البقاء على قيد الحياة بين السكان مع تقدم العمر ، بينما يظل معدل التكاثر ثابتًا. (ب) يبلغ احتمال التكاثر ذروته في وقت مبكر من الحياة، عند النضج الجنسي، ثم يتناقص بثبات مع تقدم العمر، مع تناقص النسبة المتبقية من السكان مع تقدم العمر عند دخولهم في ظل الانتقاء.

من بين جميع السكان تقريبًا ، يرتبط احتمال أن يتكاثر الفرد مباشرة بعمره. بدءًا من الصفر عند الولادة، يزداد الاحتمال إلى أقصى حد له في مرحلة الشباب بمجرد بلوغ مرحلة النضج الجنسي، قبل أن يتناقص تدريجياً مع تقدم العمر. هذا الانخفاض ناتج عن زيادة احتمالية الوفاة بسبب الضغوط الخارجية مثل الافتراس أو المرض ، وكذلك الضغوط الداخلية الملازمة للكائنات الحية التي تعاني من الشيخوخة. في مثل هذه الحالات ، يتم اختيار الطفرات الضارة التي يتم التعبير عنها مبكرًا بشدة ضدها نظرًا لتأثيرها الكبير على عدد النسل التي ينتجها هذا الفرد. على النقيض من ذلك، فإن الطفرات التي تظهر لاحقًا في الحياة لا تتأثر نسبيًا بالضغط الانتقائي، حيث أن حامليها قد مروا بالفعل
جيناتهم ، بافتراض أنهم بقوا على قيد الحياة لفترة كافية للتعبير عن الطفرة. والنتيجة ، كما تنبأت مدور، هي أن الطفرات الضارة في أواخر العمر سوف تتراكم وتؤدي إلى تطور الشيخوخة كما هو معروف بالعامية. هذا المفهوم صوره مدور بيانياً من خلال مفهوم ظل الانتقاء. تمثل المنطقة المظللة "ظل" الوقت الذي لا يكون للضغط الانتقائي خلاله أي تأثير. ستبقى الطفرات التي يتم التعبير عنها في ظل التحديد هذا طالما ظل احتمال التكاثر ضمن هذا النطاق العمري منخفضًا.

## الأدلة الداعمة لنظرية تراكم الطفرات

### الافتراس والشيخوخة المتأخرة
في المجموعات السكانية التي تكون فيها الوفيات الخارجية منخفضة، يكون الانخفاض في احتمالية الإنجاب بعد النضج أقل حدة مما هو عليه في الحالات الأخرى. لذلك فإن نظرية تراكم الطفرات تتنبأ بأن مثل هذه المجموعات السكانية سوف تتطور للشيخوخة المتأخرة. يمكن رؤية أحد الأمثلة على هذا السيناريو عند مقارنة الطيور بكائنات من حجمها. لقد تم اقتراح أن قدرتها على الطيران تخفض خطر الافتراس النسبي، هي سبب طول عمرها الافتراضي أكثر من المتوقع. إن فكرة الطيران وبالتالي الافتراس أقل، يزيد من العمر تولده حقيقة أن الخفافيش تعيش في المتوسط 3 مرات أطول من الثدييات ذات الحجم المماثل مع معدلات التمثيل الغذائي المماثلة. لتقديم المزيد من الأدلة ، من المعروف أن مجموعات الحشرات تعاني من معدلات عالية جدًا من الوفيات الخارجية ، وبالتالي من المتوقع أن تعاني من شيخوخة سريعة وقصر فترات الحياة. الاستثناء من هذه القاعدة موجود في طول عمر ملكات الحشرات ذات اجتماعية عليا. كما هو متوقع عند تطبيق نظرية تراكم الطفرات ، فإن الملكات الراسخات لا يتعرضن تقريبًا لخطر الافتراس أو غيره من أشكال الوفيات الخارجية ، وبالتالي يتقدمن في السن بشكل أبطأ بكثير من غيرهن من جنسهن.

### النجاح الإنجابي الخاص بالعمر لـهمجة الأبحاث
من أجل العثور على أدلة محددة لنظرية تراكم الطفرات منفصلة عن تلك التي تدعم أيضًا فرضية تعدد النمط الظاهري المعاكس ، أجريت تجربة تتضمن تكاثر الأجيال المتعاقبة من ذبابة همجة الأبحاث. تتنبأ النماذج الجينية أنه في حالة تراكم الطفرات ، فإن عناصر اللياقة ، مثل النجاح الإنجابي والبقاء على قيد الحياة، ستُظهر زيادات في السيادة (وراثة) مرتبطة بالعمر، وتباين وراثي متماثل الزيجوت ، وتباين إضافي. كما سيزداد انحدار زواج الأقارب مع تقدم العمر. هذا لأن هذه المتغيرات تتناسب مع ترددات التوازن للأليلات الضارة، والتي من المتوقع أن تزداد مع تقدم العمر تحت تراكم الطفرات ولكن ليس في ظل فرضية تعدد النمط الظاهري المعاكس. تم اختبار هذا بشكل تجريبي عن طريق قياس النجاح الإنجابي الخاص بالعمر في 100 نمط وراثي مختلف من همجة الأبحاث، مع النتائج التي تدعم في نهاية المطاف نظرية تراكم الطفرات للشيخوخة.

## انتقادات لنظرية تراكم الطفرات
في ظل معظم الافتراضات ، تتنبأ نظرية تراكم الطفرات بأن معدلات الوفيات ستصل إلى ما يقرب من 100٪ بعد وقت قصير من بلوغ سن ما بعد الإنجاب. ومع ذلك فإن المجموعات التجريبية من ذبابة همجة الأبحاث والكائنات الحية الأخرى ، تظهر معدلات وفيات خاصة بالعمر تصل إلى 100٪ ، مما يجعل تراكم الطفرات وحده تفسيرًا غير كافٍ. يُقترح بدلاً من ذلك أن تراكم الطفرات هو عامل واحد فقط من بين العديد من العوامل ، والتي تشكل معًا سبب الشيخوخة. على وجه الخصوص يُعتقد أن نظرية تراكم الطفرات، وفرضية تعدد النمط الظاهري المعاكس، ونظرية الجسد المتاح لمرة واحدة التي يمكن التخلص منها للشيخوخة، تساهم بطريقة ما في الشيخوخة.